# Alison King
Alison Rosamund King (geboren 3. März 1973 in Leicester, Leicestershire, England) ist eine britische Schauspielerin und ein Model. Bekannt ist sie für ihre Rolle als Carla Connor in der ITV-Seifenoper Coronation Street.

## Leben
King wurde 1973 in Leicester als Tochter von Alex und June King geboren. Schon in früher Kindheit zeigte sie Interesse daran, Schauspielerin zu werden. Sie besuchte Schauspielkurse am College und setzte ihre Ausbildung an der North Cheshire Theatre School fort. Während ihrer Zeit in der Schauspielschule bekam sie ihre erste Fernsehrolle als Helen in zwei Folgen von Brookside.
Vor dem Erwerb ihres Diploms bekam sie die Hauptrolle der Lynda Block in Dream Team. 1993, 1994 und 1997 trat sie auch kurz in Emmerdale auf, wo ihre Figur ebenfalls Carla hieß. Ihren Durchbruch hatte sie 2006 mit der Rolle der Carla Connor in der ITV-Seifenoper Coronation Street.
Neben dem Schauspiel beschäftigte sie sich auch mit dem Modeln und war Markenbotschafterin verschiedener Marken wie Boddingtons Bier und Daz Waschmittel.
Seit 2016 ist sie mit dem Hollyoaks-Regieassistenten Paul Slavin zusammen. Mit ihrem Ex-Verlobten Adam Huckett hat die Schauspielerin eine gemeinsame Tochter namens Daisy Mae.